# Softcore

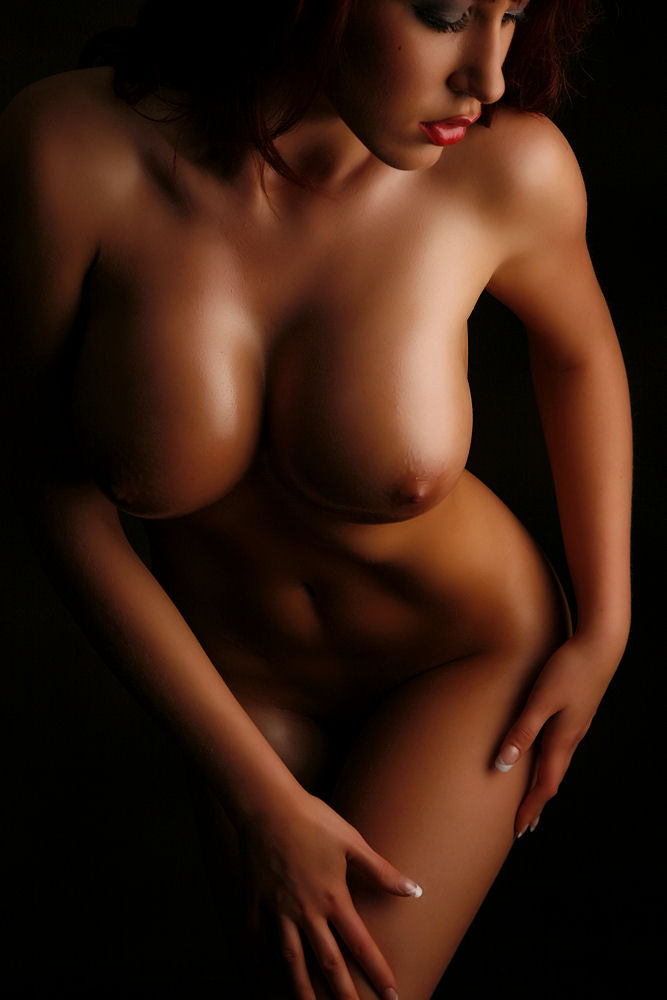
Foto di nudo artistico femminile in studio. È spesso indicato con il termine inglese glamour

Con il termine softcore (sottinteso pornography, alla lettera: "pornografia morbida") si intende quel tipo di rappresentazione cinematografica, teatrale, fotografica, fumettistica o pittorica, ad alta componente erotica dove, a differenza di quel che accade nella pornografia hardcore, l'atto sessuale non viene mostrato, oppure viene presentato senza visualizzare i dettagli della penetrazione sessuale e delle pratiche di masturbazione e di sesso orale dei soggetti rappresentati.

## Caratteristiche e differenze rispetto alla pornografia hardcore

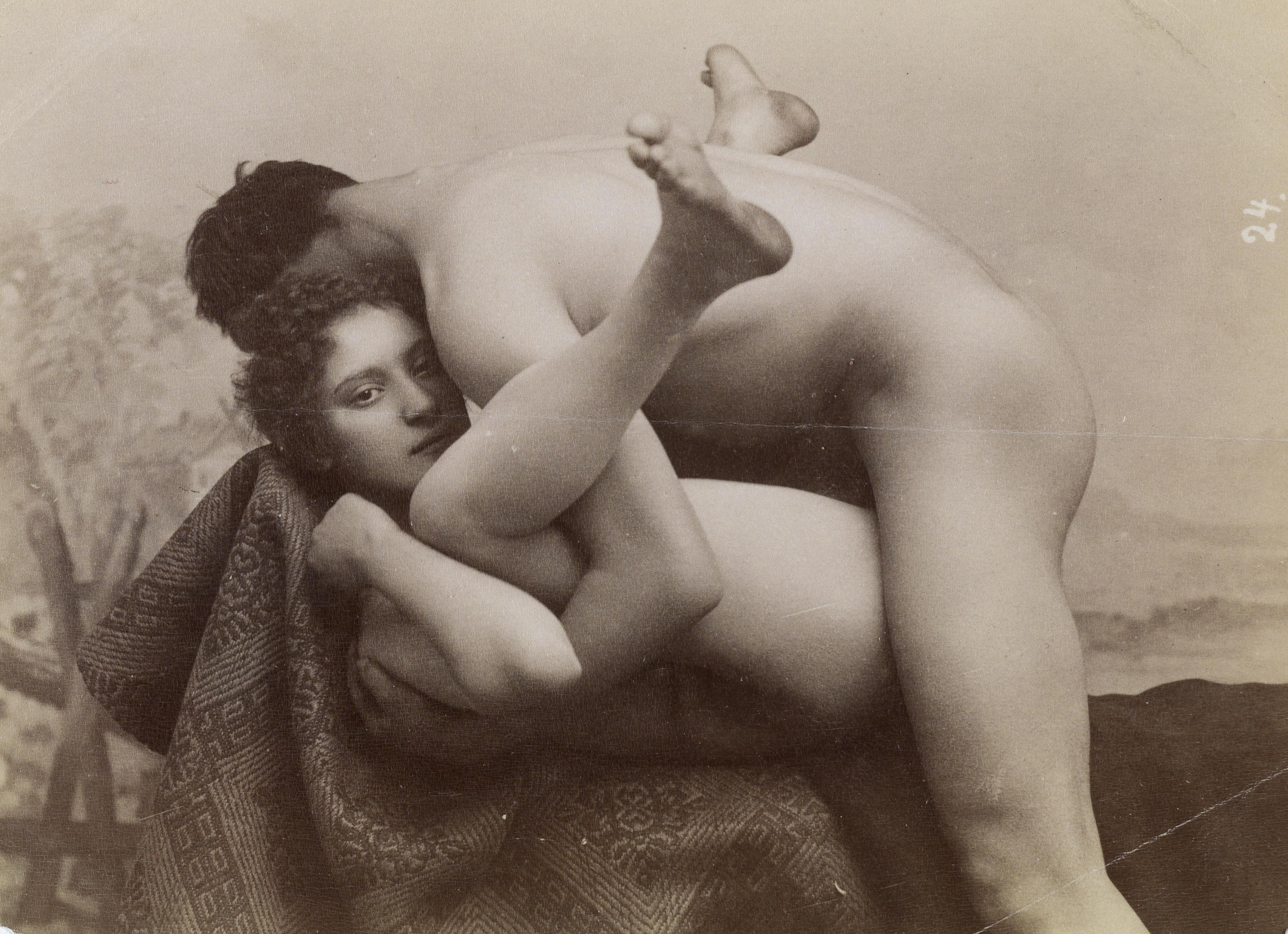
Cartolina francese del 1880 mostra rapporti sessuali senza mostrare una vera penetrazione.

Nel settore fotografico e cinematografico la differenza fra hardcore e softcore può anche essere conseguita o modificata con un appropriato uso dell'obiettivo di ripresa, ovvero regolando la distanza (o il contrasto con lo sfondo della scena) che intercorre fra l'operatore alla macchina e chi sta compiendo l'atto sessuale (che potrebbe essere reale e non simulato); gioca infatti un ruolo importante (sebbene non esclusivo) nella distinzione fra hardcore e softcore il vedere oppure no, da parte dello spettatore, la rappresentazione dei genitali nell'atto del coito.
Altro fattore che delimita il confine fra una pornografia hardcore da una pornografia di tipo softcore è che nell'ultima non dovrebbero raffigurarsi o narrarsi certe pratiche sessuali come la masturbazione, il contatto esterno fra genitali e le eiaculazioni, ma al più gli effetti conclusivi che tali pratiche comportano. Ciò significa che, ad esempio, potrebbe essere ammissibile la raffigurazione di una epidermide imbrattata dal seme maschile ma non la fase dell'eiaculazione che invece caratterizza l'hardcore. In linea di massima nel softcore non vengono mostrati i genitali maschili soprattutto in erezione.
Tuttavia è innegabile che con le precedenti considerazioni il confine fra pornografia hard e soft è alquanto labile e contestabile. Per esempio nulla di esattamente definito stabilisce se la minuziosa, calligrafica rappresentazione dei genitali (specialmente tramite foto o cinematografia) sia da ascriversi nell'una o nell'altra categoria.
Comunque in linea di principio la produzione hardcore descrive la sessualità cruda (a volte commista ad aberrazioni e violenza) e cioè senza lasciare nulla alla suggestione, alla fantasia dello spettatore, mentre la pornografia softcore dovrebbe suggerire il messaggio racchiuso in simbolo nell'immagine (o nella scena).